# Ju Do-il
Ju Do-il (tiếng Triều Tiên: 주도일; Hancha: 朱道日, Châu Đạo Nhật; 1921-1994) là một chính khách và Phó nguyên soái Quân đội Nhân dân Triều Tiên.

## Tiểu sử
Theo thông tin do chính quyền Bắc Triều Tiên công bố, ông sinh ngày 25 tháng 3 năm 1921, ở Cát Lâm (Trung Quốc), nguyên quán tại Hamgyong Bắc. Xuân năm 1936, ông tham gia liên quân Đông Bắc kháng Nhật dưới sự lãnh đạo của Đảng Cộng sản Trung Quốc, thuộc Lữ đoàn cảnh vệ, Đệ Nhất Lộ quân. Tháng 3 năm 1941, ông gia nhập Đảng Cộng sản Trung Quốc. Tháng 9 năm 1941, ông cùng đơn vị rút qua Liên Xô, được phiên chế vào Lữ đoàn bộ binh độc lập 88 của Hồng quân Liên Xô.
Sau khi trở về Bắc Triều Tiên vào năm 1945, năm 1948, ông phục vụ trong Quân đội Nhân dân Triều Tiên với tư cách chỉ huy cấp sơ trung, thăng dần lên chỉ huy tiểu đoàn, tham gia Chiến tranh Triều Tiên từ năm 1950. Năm 1954, ông được cử sang Liên Xô du học. Tháng 6 năm 1958, ông là tư lệnh lữ đoàn 20. Vào tháng 9 năm 1961, ông được bầu làm Ủy viên dự khuyết của Ủy ban Trung ương Đảng Lao động Triều Tiên. Năm 1962, ông được bổ nhiệm làm Tư lệnh sư đoàn. Tháng 12 năm 1964, ông được bổ nhiệm làm Tư lệnh sư đoàn 15 (tài liệu của Trung Quốc nói rằng ông trở thành Tư lệnh Quân đoàn 6 không muộn hơn tháng 3 năm 1964). Tháng 11 năm 1970, ông được bầu làm thành viên chính thức của Đảng Lao động Triều Tiên và được bầu làm thành viên của Ủy ban Trung ương. Tháng 5 năm 1972, ông giữ chức Tư lệnh Quân đoàn 2. Năm 1978, ông giữ chức Tư lệnh Quân đoàn 3 và được thăng quân hàm Thượng tướng. Tháng 10 năm 1980, tái đắc cử thành viên Ủy ban Trung ương và là thành viên của Quân ủy Trung ương. Năm 1981, ông giữ chức Thứ trưởng Bộ Lực lượng Vũ trang Nhân dân, kiêm Tư lệnh quân đoàn. Tháng 4 năm 1985, ông được thăng Đại tướng. Tháng 12 năm 1988, ông là Tư lệnh Bộ Tư lệnh Phòng vệ Bình Nhưỡng của Quân đội Nhân dân Triều Tiên. Tháng 5 năm 1990, ông tái đắc cử thành viên của Ủy ban Quốc phòng. Tháng 4 năm 1992, ông được thăng hàm Phó nguyên soái. Ông qua đời vào ngày 5 tháng 7 năm 1994.